# Interlands Uruguayaans voetbalelftal 1990-1999
Deze pagina toont een chronologisch en gedetailleerd overzicht van de interlands die het Uruguayaans voetbalelftal speelde in de periode 1990 – 1999.

## Interlands

### 1990
|                                                     |                                       |       |          |                                                                             |
| 2 februari Orange Bowl Cup № 549 «onderlinge duels» | Uruguay                               | 2 – 0 | Colombia | Orange Bowl, Miami Toeschouwers: 25.392 Scheidsrechter: Vincent Mauro (USA) |
| 2 februari Orange Bowl Cup № 549 «onderlinge duels» | Pedro Pedrucci 78' William Castro 84' |       |          | Orange Bowl, Miami Toeschouwers: 25.392 Scheidsrechter: Vincent Mauro (USA) |

|                                                     |                                               |       |            |                                                                             |
| 4 februari Orange Bowl Cup № 550 «onderlinge duels» | Uruguay                                       | 2 – 0 | Costa Rica | Orange Bowl, Miami Toeschouwers: 18.451 Scheidsrechter: Vincent Mauro (USA) |
| 4 februari Orange Bowl Cup № 550 «onderlinge duels» | William Castro 6' Mauricio Montero 12' (e.d.) |       |            | Orange Bowl, Miami Toeschouwers: 18.451 Scheidsrechter: Vincent Mauro (USA) |

|                                                     |                                    |       |                   |                                                                                     |
| 20 maart Vriendschappelijk № 551 «onderlinge duels» | Mexico                             | 2 – 1 | Uruguay           | Memorial Coliseum, Los Angeles Toeschouwers: 19.000 Scheidsrechter: Jay Majid (USA) |
| 20 maart Vriendschappelijk № 551 «onderlinge duels» | Daniel Guzmán 4' Ricardo Pelaez 9' |       | 40' Edison Suárez | Memorial Coliseum, Los Angeles Toeschouwers: 19.000 Scheidsrechter: Jay Majid (USA) |

|                                                     |                                                          |       |                                                              |                                                                                       |
| 25 april Vriendschappelijk № 552 «onderlinge duels» | West-Duitsland                                           | 3 – 3 | Uruguay                                                      | Mercedes-Benz Arena, Stuttgart Toeschouwers: 35.000 Scheidsrechter: Bo Karlsson (SWE) |
| 25 april Vriendschappelijk № 552 «onderlinge duels» | Lothar Matthäus 60' Rudi Völler 64' Jürgen Klinsmann 75' |       | 40' Carlos Aguilera 73' Santiago Ostolaza 78' Daniel Revelez | Mercedes-Benz Arena, Stuttgart Toeschouwers: 35.000 Scheidsrechter: Bo Karlsson (SWE) |

|                                                   |                  |       |         |                                                                              |
| 18 mei Vriendschappelijk № 553 «onderlinge duels» | Noord-Ierland    | 1 – 0 | Uruguay | Windsor Park, Belfast Toeschouwers: 3.500 Scheidsrechter: Keith Cooper (WAL) |
| 18 mei Vriendschappelijk № 553 «onderlinge duels» | Kevin Wilson 39' |       |         | Windsor Park, Belfast Toeschouwers: 3.500 Scheidsrechter: Keith Cooper (WAL) |

|                                                   |                 |       |                                        |                                                                                  |
| 22 mei Vriendschappelijk № 554 «onderlinge duels» | Engeland        | 1 – 2 | Uruguay                                | Wembley Stadium, Londen Toeschouwers: 38.751 Scheidsrechter: Pietro d'Elia (ITA) |
| 22 mei Vriendschappelijk № 554 «onderlinge duels» | John Barnes 51' |       | 27' Santiago Ostolaza 62' José Perdomo | Wembley Stadium, Londen Toeschouwers: 38.751 Scheidsrechter: Pietro d'Elia (ITA) |

| WK voetbal 1990 |
| --------------- |

|                                                                 |           |       |        |                                                                             |
| 13 juni WK-eindronde Groep E № 555 «onderlinge duels» 17:00 uur | Uruguay   | 0 – 0 | Spanje | Stadio Friuli, Udine Toeschouwers: 35.238 Scheidsrechter: Helmut Kohl (AUT) |
| 13 juni WK-eindronde Groep E № 555 «onderlinge duels» 17:00 uur | (details) |       |        | Stadio Friuli, Udine Toeschouwers: 35.238 Scheidsrechter: Helmut Kohl (AUT) |

|                                                                 |                                                    |           |                      | |
| 17 juni WK-eindronde Groep E № 556 «onderlinge duels» 21:00 uur | België                                             | 3 – 1     | Uruguay              | Stadio Marc'Antonio Bentegodi, Verona Toeschouwers: 33.759 Scheidsrechter: Siegfried Kirschen (GDR) |
| 17 juni WK-eindronde Groep E № 556 «onderlinge duels» 21:00 uur | Leo Clijsters 16' Enzo Scifo 22' Jan Ceulemans 48' | (details) | 74' Pablo Bengoechea | Stadio Marc'Antonio Bentegodi, Verona Toeschouwers: 33.759 Scheidsrechter: Siegfried Kirschen (GDR) |

|                                                                 |            |           |                    |                                                                              |
| 21 juni WK-eindronde Groep E № 557 «onderlinge duels» 17:00 uur | Zuid-Korea | 0 – 1     | Uruguay            | Stadio Friuli, Udine Toeschouwers: 29.039 Scheidsrechter: Tulio Lanese (ITA) |
| 21 juni WK-eindronde Groep E № 557 «onderlinge duels» 17:00 uur |            | (details) | 90' Daniel Fonseca | Stadio Friuli, Udine Toeschouwers: 29.039 Scheidsrechter: Tulio Lanese (ITA) |

|                                                                        |                                         |           |         |                                                                                  |
| 25 juni WK-eindronde Achtste finale № 558 «onderlinge duels» 21:00 uur | Italië                                  | 2 – 0     | Uruguay | Stadio Olimpico, Rome Toeschouwers: 73.300 Scheidsrechter: George Courtney (ENG) |
| 25 juni WK-eindronde Achtste finale № 558 «onderlinge duels» 21:00 uur | Salvatore Schillaci 65' Aldo Serena 82' | (details) |         | Stadio Olimpico, Rome Toeschouwers: 73.300 Scheidsrechter: George Courtney (ENG) |

|  |  |  |  |  |  |  |  |  |

### 1991
|                                                  |                  |       |         |                                                                                       |
| 5 mei Vriendschappelijk № 559 «onderlinge duels» | Verenigde Staten | 1 – 0 | Uruguay | Mile High Stadium, Denver Toeschouwers: 35.772 Scheidsrechter: Tony Evangelista (CAN) |
| 5 mei Vriendschappelijk № 559 «onderlinge duels» | Peter Vermes 26' |       |         | Mile High Stadium, Denver Toeschouwers: 35.772 Scheidsrechter: Tony Evangelista (CAN) |

|                                                  |        |                                       |         |                                                                                          |
| 7 mei Vriendschappelijk № 560 «onderlinge duels» | Mexico | 0 – 2                                 | Uruguay | Memorial Coliseum, Los Angeles Toeschouwers: 25.000 Scheidsrechter: Arturo Angeles (USA) |
| 7 mei Vriendschappelijk № 560 «onderlinge duels» |        | 60' Víctor López 88' Gustavo Ferreyra |         | Memorial Coliseum, Los Angeles Toeschouwers: 25.000 Scheidsrechter: Arturo Angeles (USA) |

|                                                   |            |                    |         |                                                                                       |
| 14 mei Vriendschappelijk № 561 «onderlinge duels» | Costa Rica | 0 – 1              | Uruguay | Estadio Nacional, San José Toeschouwers: 3.500 Scheidsrechter: Ronald Gutiérrez (CRC) |
| 14 mei Vriendschappelijk № 561 «onderlinge duels» |            | 89' Gabriel Cedrés |         | Estadio Nacional, San José Toeschouwers: 3.500 Scheidsrechter: Ronald Gutiérrez (CRC) |

|                                                   |                                      |       |                        |                                                                                       |
| 30 mei Vriendschappelijk № 562 «onderlinge duels» | Chili                                | 2 – 1 | Uruguay                | Estadio Santa Laura, Santiago Toeschouwers: 6.000 Scheidsrechter: Iván Guerrero (CHI) |
| 30 mei Vriendschappelijk № 562 «onderlinge duels» | Marcelo Vega 63' Aníbal González 80' |       | 89' (e.d.) Luis Abarca | Estadio Santa Laura, Santiago Toeschouwers: 6.000 Scheidsrechter: Iván Guerrero (CHI) |

|                                                    |                  |       |         |                                                                                |
| 12 juni Vriendschappelijk № 563 «onderlinge duels» | Peru             | 1 – 0 | Uruguay | Estadio Nacional, Lima Toeschouwers: 16.500 Scheidsrechter: José Ramírez (PER) |
| 12 juni Vriendschappelijk № 563 «onderlinge duels» | Jorge Hirano 52' |       |         | Estadio Nacional, Lima Toeschouwers: 16.500 Scheidsrechter: José Ramírez (PER) |

|                                                    |         |       |      |                                                                                                |
| 20 juni Vriendschappelijk № 564 «onderlinge duels» | Uruguay | 0 – 0 | Peru | Estadio Centenario, Montevideo Toeschouwers: 12.000 Scheidsrechter: Otello Roberto Spano (URU) |
| 20 juni Vriendschappelijk № 564 «onderlinge duels» |         |       |      | Estadio Centenario, Montevideo Toeschouwers: 12.000 Scheidsrechter: Otello Roberto Spano (URU) |

|                                                    |                                              |       |                |                                                                                       |
| 26 juni Vriendschappelijk № 565 «onderlinge duels» | Uruguay                                      | 2 – 1 | Chili          | Estadio Centenario, Montevideo Toeschouwers: 6.000 Scheidsrechter: Jorge Nieves (URU) |
| 26 juni Vriendschappelijk № 565 «onderlinge duels» | Henry López Báez 11' Peter Méndez 64' (pen.) |       | 15' Hugo Rubio | Estadio Centenario, Montevideo Toeschouwers: 6.000 Scheidsrechter: Jorge Nieves (URU) |

| Copa América 1991 |
| ----------------- |

|                                                      |                        |       |                         |                                                                                          |
| 7 juli Copa América Groep B № 566 «onderlinge duels» | Bolivia                | 1 – 1 | Uruguay                 | Estadio Playa Ancha, Valparaíso Toeschouwers: 10.000 Scheidsrechter: Carlos Maciel (PAR) |
| 7 juli Copa América Groep B № 566 «onderlinge duels» | Juan Berthy Suárez 16' |       | 73' Ramón Víctor Castro | Estadio Playa Ancha, Valparaíso Toeschouwers: 10.000 Scheidsrechter: Carlos Maciel (PAR) |

|                                                      |                           |       |                   |                                                                                          |
| 9 juli Copa América Groep B № 567 «onderlinge duels» | Uruguay                   | 1 – 1 | Ecuador           | Estadio Sausalito, Viña del Mar Toeschouwers: 18.430 Scheidsrechter: Gastón Castro (CHI) |
| 9 juli Copa América Groep B № 567 «onderlinge duels» | Gustavo Méndez 47' (pen.) |       | 43' Álex Aguinaga | Estadio Sausalito, Viña del Mar Toeschouwers: 18.430 Scheidsrechter: Gastón Castro (CHI) |

|                                                       |                |       |                  |                                                                                                |
| 11 juli Copa América Groep B № 568 «onderlinge duels» | Brazilië       | 1 – 1 | Uruguay          | Estadio Sausalito, Viña del Mar Toeschouwers: 15.448 Scheidsrechter: Juan Carlos Loustau (ARG) |
| 11 juli Copa América Groep B № 568 «onderlinge duels» | João Paulo 29' |       | 66' Peter Méndez | Estadio Sausalito, Viña del Mar Toeschouwers: 15.448 Scheidsrechter: Juan Carlos Loustau (ARG) |

|                                                       |                  |       |          |                                                                                                |
| 15 juli Copa América Groep B № 569 «onderlinge duels» | Uruguay          | 1 – 0 | Colombia | Estadio Sausalito, Viña del Mar Toeschouwers: 30.000 Scheidsrechter: Juan Carlos Loustau (ARG) |
| 15 juli Copa América Groep B № 569 «onderlinge duels» | Peter Méndez 19' |       |          | Estadio Sausalito, Viña del Mar Toeschouwers: 30.000 Scheidsrechter: Juan Carlos Loustau (ARG) |

|  |  |  |  |  |  |  |  |  |

|                                                        |                              |       |                      |                                                                                           |
| 4 september Vriendschappelijk № 570 «onderlinge duels» | Spanje                       | 2 – 1 | Uruguay              | Estadio Carlos Tartiere, Oviedo Toeschouwers: 21.600 Scheidsrechter: Jaap Uilenberg (NED) |
| 4 september Vriendschappelijk № 570 «onderlinge duels» | Martín Vázquez 8' Manolo 18' |       | 66' Alvaro Gutiérrez | Estadio Carlos Tartiere, Oviedo Toeschouwers: 21.600 Scheidsrechter: Jaap Uilenberg (NED) |

|                                                        |                      |       |                    |                                                                                               |
| 20 november Vriendschappelijk № 571 «onderlinge duels» | Mexico               | 1 – 1 | Uruguay            | Estadio Luis de la Fuente, Veracruz Toeschouwers: 18.000 Scheidsrechter: Angelo Bratsis (USA) |
| 20 november Vriendschappelijk № 571 «onderlinge duels» | Porfirio Jiménez 82' |       | 72' Gabriel Cedrés | Estadio Luis de la Fuente, Veracruz Toeschouwers: 18.000 Scheidsrechter: Angelo Bratsis (USA) |

### 1992
|                                                     |                |       |          |                                                                                     |
| 30 april Vriendschappelijk № 572 «onderlinge duels» | Uruguay        | 1 – 0 | Brazilië | Estadio Centenario, Montevideo Toeschouwers: 20.000 Scheidsrechter: Juan Bava (ARG) |
| 30 april Vriendschappelijk № 572 «onderlinge duels» | Adrián Paz 70' |       |          | Estadio Centenario, Montevideo Toeschouwers: 20.000 Scheidsrechter: Juan Bava (ARG) |

|                                                    |                                          |       |           |                                                                                               |
| 21 juni Vriendschappelijk № 573 «onderlinge duels» | Uruguay                                  | 2 – 0 | Australië | Estadio Centenario, Montevideo Toeschouwers: 18.000 Scheidsrechter: Juan Carlos Loustau (ARG) |
| 21 juni Vriendschappelijk № 573 «onderlinge duels» | Sergio Martínez 74' Alejandro Larrea 84' |       |           | Estadio Centenario, Montevideo Toeschouwers: 18.000 Scheidsrechter: Juan Carlos Loustau (ARG) |

|                                                   |                                                           |       |                     |                                                                                              |
| 4 juli Vriendschappelijk № 574 «onderlinge duels» | Uruguay                                                   | 3 – 1 | Ecuador             | Estadio Centenario, Montevideo Toeschouwers: 15.000 Scheidsrechter: Juan Carlos Crespi (ARG) |
| 4 juli Vriendschappelijk № 574 «onderlinge duels» | Fernando Kanapkis 8' Adrián Paz 56' José Luis Zalazar 58' |       | 83' Ángel Fernández | Estadio Centenario, Montevideo Toeschouwers: 15.000 Scheidsrechter: Juan Carlos Crespi (ARG) |

|                                                       |                                          |       |                         |                                                                                              |
| 1 augustus Vriendschappelijk № 575 «onderlinge duels» | Uruguay                                  | 2 – 1 | Costa Rica              | Estadio Centenario, Montevideo Toeschouwers: 16.000 Scheidsrechter: Francisco Lamolina (ARG) |
| 1 augustus Vriendschappelijk № 575 «onderlinge duels» | Guillermo Sanguinetti 30' Adrián Paz 42' |       | 89' (pen.) Austin Berry | Estadio Centenario, Montevideo Toeschouwers: 16.000 Scheidsrechter: Francisco Lamolina (ARG) |

|                                                         |         |       |            |                                                                                         |
| 23 september Vriendschappelijk № 576 «onderlinge duels» | Uruguay | 0 – 0 | Argentinië | Estadio Centenario, Montevideo Toeschouwers: 35.000 Scheidsrechter: Félix Benegas (PAR) |
| 23 september Vriendschappelijk № 576 «onderlinge duels» |         |       |            | Estadio Centenario, Montevideo Toeschouwers: 35.000 Scheidsrechter: Félix Benegas (PAR) |

|                                                        |            |       |                                    | |
| 25 november Vriendschappelijk № 577 «onderlinge duels» | Brazilië   | 1 – 2 | Uruguay                            | Estádio Ernâni Sátiro, Campina Grande Toeschouwers: 18.000 Scheidsrechter: José da Silva França (BRA) |
| 25 november Vriendschappelijk № 577 «onderlinge duels» | Edmundo 4' |       | 42' Nelson Cabrera 65' Hugo Guerra | Estádio Ernâni Sátiro, Campina Grande Toeschouwers: 18.000 Scheidsrechter: José da Silva França (BRA) |

|                                                        |         |                    |       |                                                                                            |
| 29 november Vriendschappelijk № 578 «onderlinge duels» | Uruguay | 0 – 1              | Polen | Estadio Centenario, Montevideo Toeschouwers: 15.000 Scheidsrechter: Javier Castrilli (ARG) |
| 29 november Vriendschappelijk № 578 «onderlinge duels» |         | 81' Dariusz Gęsior |       | Estadio Centenario, Montevideo Toeschouwers: 15.000 Scheidsrechter: Javier Castrilli (ARG) |

|                                                        |                  |       |                                                                              |                                                                                               |
| 20 december Vriendschappelijk № 579 «onderlinge duels» | Uruguay          | 1 – 4 | Duitsland                                                                    | Estadio Centenario, Montevideo Toeschouwers: 17.830 Scheidsrechter: Juan Carlos Loustau (ARG) |
| 20 december Vriendschappelijk № 579 «onderlinge duels» | Héctor Morán 84' |       | 41' Guido Buchwald 60' Andreas Möller 70' Thomas Häßler 76' Jürgen Klinsmann | Estadio Centenario, Montevideo Toeschouwers: 17.830 Scheidsrechter: Juan Carlos Loustau (ARG) |

### 1993
| Copa América 1993 |
| ----------------- |

|                                    |                       |       |                  |                                                                                      |
| 16 juni Copa América Groep A № 580 | Uruguay               | 1 – 0 | Verenigde Staten | Estadio Bellavista, Ambato Toeschouwers: 22.000 Scheidsrechter: Alberto Tejada (PER) |
| 16 juni Copa América Groep A № 580 | Santiago Ostolaza 51' |       |                  | Estadio Bellavista, Ambato Toeschouwers: 22.000 Scheidsrechter: Alberto Tejada (PER) |

|                                    |                                             |       |                                    |                                                                                  |
| 19 juni Copa América Groep A № 581 | Uruguay                                     | 2 – 2 | Venezuela                          | Estadio Bellavista, Ambato Toeschouwers: 22.000 Scheidsrechter: Pablo Peña (BOL) |
| 19 juni Copa América Groep A № 581 | Marcelo Saralegui 23' Fernando Kanapkis 80' |       | 10' José Dolgetta 73' Stalin Rivas | Estadio Bellavista, Ambato Toeschouwers: 22.000 Scheidsrechter: Pablo Peña (BOL) |

|                                    |                                   |       |                       |                                                                                                 |
| 22 juni Copa América Groep A № 582 | Ecuador                           | 2 – 1 | Uruguay               | Estadio Olímpico Atahualpa, Quito Toeschouwers: 45.000 Scheidsrechter: Francisco Lamolina (ARG) |
| 22 juni Copa América Groep A № 582 | Raúl Avilés 28' Álex Aguinaga 88' |       | 65' Fernando Kanapkis | Estadio Olímpico Atahualpa, Quito Toeschouwers: 45.000 Scheidsrechter: Francisco Lamolina (ARG) |

|                                        |                                                                                 |       |                                                           |                                                                                       |
| 26 juni Copa América Kwartfinale № 583 | Colombia                                                                        | 1 – 1 | Uruguay                                                   | Estadio Monumental, Guayaquil Toeschouwers: 10.000 Scheidsrechter: Juan Escobar (PAR) |
| 26 juni Copa América Kwartfinale № 583 | Luis Carlos Perea 88'                                                           |       | 63' Marcelo Saralegui                                     | Estadio Monumental, Guayaquil Toeschouwers: 10.000 Scheidsrechter: Juan Escobar (PAR) |
| 26 juni Copa América Kwartfinale № 583 | Strafschoppen                                                                   |       |                                                           | Estadio Monumental, Guayaquil Toeschouwers: 10.000 Scheidsrechter: Juan Escobar (PAR) |
| 26 juni Copa América Kwartfinale № 583 | Faustino Asprilla Alexis Mendoza Carlos Valderrama Wilson Pérez Adolfo Valencia | 5 – 3 | Walter Peletti Marcelo Saralegui Eber Moas Robert Siboldi | Estadio Monumental, Guayaquil Toeschouwers: 10.000 Scheidsrechter: Juan Escobar (PAR) |

|  |  |  |  |  |  |  |  |  |

|                                 |                  |       |                               |                                                                                        |
| 13 juli Vriendschappelijk № 584 | Peru             | 2 – 1 | Uruguay                       | Estadio Nacional, Lima Toeschouwers: 16.050 Scheidsrechter: Luis Ángel Seminario (PER) |
| 13 juli Vriendschappelijk № 584 | Waldir Sáenz 89' |       | 29' Rubén Sosa 56' Rubén Sosa | Estadio Nacional, Lima Toeschouwers: 16.050 Scheidsrechter: Luis Ángel Seminario (PER) |

|                                 |                                                        |       |      |                                                                                        |
| 17 juli Vriendschappelijk № 585 | Uruguay                                                | 3 – 0 | Peru | Estadio Centenario, Montevideo Toeschouwers: 60.000 Scheidsrechter: Daniel Bello (URU) |
| 17 juli Vriendschappelijk № 585 | Daniel Fonseca 10' Héctor Morán 27' Daniel Fonseca 72' |       |      | Estadio Centenario, Montevideo Toeschouwers: 60.000 Scheidsrechter: Daniel Bello (URU) |

|                                                  |           |                        |         |                                                                                            |
| 25 juli WK-kwalificatie № 586 «onderlinge duels» | Venezuela | 0 – 1                  | Uruguay | Estadio Pueblo Nuevo, San Cristóbal Toeschouwers: 12.000 Scheidsrechter: José Torres (COL) |
| 25 juli WK-kwalificatie № 586 «onderlinge duels» |           | 59' José Oscar Herrera |         | Estadio Pueblo Nuevo, San Cristóbal Toeschouwers: 12.000 Scheidsrechter: José Torres (COL) |

|                                  |         |       |         |                                                                                          |
| 1 augustus WK-kwalificatie № 587 | Uruguay | 0 – 0 | Ecuador | Estadio Centenario, Montevideo Toeschouwers: 45.000 Scheidsrechter: Alberto Tejada (PER) |
| 1 augustus WK-kwalificatie № 587 |         |       |         | Estadio Centenario, Montevideo Toeschouwers: 45.000 Scheidsrechter: Alberto Tejada (PER) |

|                                                     |                                                        |       |                      |                                                                                         |
| 8 augustus WK-kwalificatie № 588 «onderlinge duels» | Bolivia                                                | 3 – 1 | Uruguay              | Estadio Hernando Siles, La Paz Toeschouwers: 44.576 Scheidsrechter: Iván Guerrero (CHI) |
| 8 augustus WK-kwalificatie № 588 «onderlinge duels» | Erwin Sánchez 71' Marco Etcheverry 81' Alvaro Peña 86' |       | 90' Enzo Francescoli | Estadio Hernando Siles, La Paz Toeschouwers: 44.576 Scheidsrechter: Iván Guerrero (CHI) |

|                                   |                    |       |          |                                                                                             |
| 15 augustus WK-kwalificatie № 589 | Uruguay            | 1 – 1 | Brazilië | Estadio Centenario, Montevideo Toeschouwers: 55.000 Scheidsrechter: Juan Antonio Bava (ARG) |
| 15 augustus WK-kwalificatie № 589 | Daniel Fonseca 79' |       | 28' Raí  | Estadio Centenario, Montevideo Toeschouwers: 55.000 Scheidsrechter: Juan Antonio Bava (ARG) |

|                                                      |                                                                              |       |           |                                                                                                  |
| 29 augustus WK-kwalificatie № 590 «onderlinge duels» | Uruguay                                                                      | 4 – 0 | Venezuela | Estadio Centenario, Montevideo Toeschouwers: 20.000 Scheidsrechter: Juan Francisco Escobar (PAR) |
| 29 augustus WK-kwalificatie № 590 «onderlinge duels» | Fernando Kanapkis 7' Fernando Kanapkis 31' Gabriel Cedrés 41' Rubén Sosa 64' |       |           | Estadio Centenario, Montevideo Toeschouwers: 20.000 Scheidsrechter: Juan Francisco Escobar (PAR) |

|                                   |         |                |         |                                                                                        |
| 5 september WK-kwalificatie № 591 | Ecuador | 0 – 1          | Uruguay | Estadio Monumental, Guayaquil Toeschouwers: 55.000 Scheidsrechter: Enrique Marín (CHI) |
| 5 september WK-kwalificatie № 591 |         | 10' Rubén Sosa |         | Estadio Monumental, Guayaquil Toeschouwers: 55.000 Scheidsrechter: Enrique Marín (CHI) |

|                                                       |                                               |       |                  |                                                                                               |
| 12 september WK-kwalificatie № 592 «onderlinge duels» | Uruguay                                       | 2 – 1 | Bolivia          | Estadio Centenario, Montevideo Toeschouwers: 58.000 Scheidsrechter: Armando Pérez Hoyos (COL) |
| 12 september WK-kwalificatie № 592 «onderlinge duels» | Enzo Francescoli 3' (pen.) Daniel Fonseca 51' |       | 23' Luis Ramallo | Estadio Centenario, Montevideo Toeschouwers: 58.000 Scheidsrechter: Armando Pérez Hoyos (COL) |

|                                    |                         |       |         |                                                                                             |
| 19 september WK-kwalificatie № 593 | Brazilië                | 2 – 0 | Uruguay | Estádio Maracanã, Rio de Janeiro Toeschouwers: 101.533 Scheidsrechter: Alberto Tejada (PER) |
| 19 september WK-kwalificatie № 593 | Romário 72' Romário 82' |       |         | Estádio Maracanã, Rio de Janeiro Toeschouwers: 101.533 Scheidsrechter: Alberto Tejada (PER) |

|                                    | |       |         |                                                                                    |
| 13 oktober Vriendschappelijk № 594 | Duitsland                                                                                               | 5 – 0 | Uruguay | Wildparkstadion, Karlsruhe Toeschouwers: 29.000 Scheidsrechter: Gerd Grabher (AUT) |
| 13 oktober Vriendschappelijk № 594 | Guido Buchwald 8' Andreas Möller 10' Karl-Heinz Riedle 12' Ulf Kirsten 70' Luis María Romero 88' (e.d.) |       |         | Wildparkstadion, Karlsruhe Toeschouwers: 29.000 Scheidsrechter: Gerd Grabher (AUT) |

### 1994
|                                       |      |                |         |                                                                               |
| 19 oktober Copa Parra del Riego № 595 | Peru | 0 – 1          | Uruguay | Estadio Nacional, Lima Toeschouwers: 8.000 Scheidsrechter: Antonio Amao (PER) |
| 19 oktober Copa Parra del Riego № 595 |      | 8' Darío Silva |         | Estadio Nacional, Lima Toeschouwers: 8.000 Scheidsrechter: Antonio Amao (PER) |

### 1995
|                                    |                                  |       |                                         |                                                                                      |
| 18 januari Vriendschappelijk № 596 | Spanje                           | 2 – 2 | Uruguay                                 | Estadio Riazor, La Coruña Toeschouwers: 18.000 Scheidsrechter: Atanas Ouzounov (BUL) |
| 18 januari Vriendschappelijk № 596 | Juan Antonio Pizzi 2' Donato 81' |       | 18' Daniel Fonseca 35' Pablo Bengoechea | Estadio Riazor, La Coruña Toeschouwers: 18.000 Scheidsrechter: Atanas Ouzounov (BUL) |

|                                    |                   |       |         |                                                                                          |
| 1 februari Vriendschappelijk № 597 | Mexico            | 1 – 0 | Uruguay | Jack Murphy Stadium, San Diego Toeschouwers: 19.000 Scheidsrechter: Arturo Angeles (USA) |
| 1 februari Vriendschappelijk № 597 | Eustacio Rizo 19' |       |         | Jack Murphy Stadium, San Diego Toeschouwers: 19.000 Scheidsrechter: Arturo Angeles (USA) |

|                                  |                                       |       |                      |                                                                                              |
| 22 maart Vriendschappelijk № 598 | Colombia                              | 2 – 1 | Uruguay              | Estadio Anastasio Girardot, Medellín Toeschouwers: 30.000 Scheidsrechter: Felipe Russi (COL) |
| 22 maart Vriendschappelijk № 598 | Wilmer Cabrera 20' Jorge Bermúdez 87' |       | 53' Osvaldo Canobbio | Estadio Anastasio Girardot, Medellín Toeschouwers: 30.000 Scheidsrechter: Felipe Russi (COL) |

|                                  |                                  |       |                                     |                                                                                |
| 25 maart Vriendschappelijk № 599 | Verenigde Staten                 | 2 – 2 | Uruguay                             | Cotton Bowl, Dallas Toeschouwers: 12.242 Scheidsrechter: Antonio Marrufo (MEX) |
| 25 maart Vriendschappelijk № 599 | John Kerr 8' Earnest Stewart 67' |       | 75' Marcelo Otero 84' Gustavo Poyet | Cotton Bowl, Dallas Toeschouwers: 12.242 Scheidsrechter: Antonio Marrufo (MEX) |

|                                  |          |       |         |                                                                                |
| 29 maart Vriendschappelijk № 600 | Engeland | 0 – 0 | Uruguay | Wembley Stadium, Londen Toeschouwers: 34.849 Scheidsrechter: Helmut Krug (GER) |
| 29 maart Vriendschappelijk № 600 |          |       |         | Wembley Stadium, Londen Toeschouwers: 34.849 Scheidsrechter: Helmut Krug (GER) |

|                                                     |                    |       |         |                                                                                        |
| 31 maart Vriendschappelijk № 601 «onderlinge duels» | Joegoslavië        | 1 – 0 | Uruguay | Stadion Crvene Zvezde, Belgrado Toeschouwers: 28.000 Scheidsrechter: Sándor Puhl (HUN) |
| 31 maart Vriendschappelijk № 601 «onderlinge duels» | Savo Milošević 71' |       |         | Stadion Crvene Zvezde, Belgrado Toeschouwers: 28.000 Scheidsrechter: Sándor Puhl (HUN) |

|                            |                             |       |      |                                                                                            |
| 5 april Copa El Inca № 602 | Uruguay                     | 1 – 0 | Peru | Estadio Centenario, Montevideo Toeschouwers: 10.000 Scheidsrechter: Gustavo Gallesio (URU) |
| 5 april Copa El Inca № 602 | Pablo Bengoechea 58' (pen.) |       |      | Estadio Centenario, Montevideo Toeschouwers: 10.000 Scheidsrechter: Gustavo Gallesio (URU) |

|                                 | |       |               |                                                                                                |
| 25 juni Vriendschappelijk № 603 | Uruguay | 7 – 0 | Nieuw-Zeeland | Estadio General José Artigas, Paysandú Toeschouwers: 20.000 Scheidsrechter: Daniel Bello (URU) |
| 25 juni Vriendschappelijk № 603 | Daniel Fonseca 1' Daniel Fonseca 31' Rubén Sosa 38' Nelson Abeijón 60' Darío Silva 80' Osvaldo Canobbio 83' Sergio Martínez 88' |       |               | Estadio General José Artigas, Paysandú Toeschouwers: 20.000 Scheidsrechter: Daniel Bello (URU) |

|                                 |                                         |       |                                        |                                                                                             |
| 28 juni Vriendschappelijk № 604 | Uruguay                                 | 2 – 2 | Nieuw-Zeeland                          | Estadio Atilio Paiva Olivera, Rivera Toeschouwers: 27.000 Scheidsrechter: Julio Matto (URU) |
| 28 juni Vriendschappelijk № 604 | Enzo Francescoli 9' Sergio Martínez 55' |       | 21' Darren McClennan 80' Chris Jackson | Estadio Atilio Paiva Olivera, Rivera Toeschouwers: 27.000 Scheidsrechter: Julio Matto (URU) |

| Copa América 1995 |
| ----------------- |

|                                   |                                                                                    |       |                   |                                                                                               |
| 5 juli Copa América Groep A № 605 | Uruguay                                                                            | 4 – 1 | Venezuela         | Estadio Centenario, Montevideo Toeschouwers: 32.000 Scheidsrechter: Salvador Imperatore (CHI) |
| 5 juli Copa América Groep A № 605 | Daniel Fonseca 14' Marcelo Otero 25' Enzo Francescoli 76' (pen.) Gustavo Poyet 84' |       | 52' José Dolgetta | Estadio Centenario, Montevideo Toeschouwers: 32.000 Scheidsrechter: Salvador Imperatore (CHI) |

|                                   |                      |       |          |                                                                                          |
| 9 juli Copa América Groep A № 606 | Uruguay              | 1 – 0 | Paraguay | Estadio Centenario, Montevideo Toeschouwers: 45.000 Scheidsrechter: Márcio Rezende (BRA) |
| 9 juli Copa América Groep A № 606 | Enzo Francescoli 14' |       |          | Estadio Centenario, Montevideo Toeschouwers: 45.000 Scheidsrechter: Márcio Rezende (BRA) |

|                                    |                       |       |                 |                                                                                            |
| 13 juli Copa América Groep A № 607 | Uruguay               | 1 – 1 | Mexico          | Estadio Centenario, Montevideo Toeschouwers: 15.000 Scheidsrechter: Javier Castrilli (ARG) |
| 13 juli Copa América Groep A № 607 | Marcelo Saralegui 79' |       | 68' Luis García | Estadio Centenario, Montevideo Toeschouwers: 15.000 Scheidsrechter: Javier Castrilli (ARG) |

|                                                           |                                     |       |                   |                                                                                         |
| 16 juli Copa América Kwartfinale № 608 «onderlinge duels» | Uruguay                             | 2 – 1 | Bolivia           | Estadio Centenario, Montevideo Toeschouwers: 45.000 Scheidsrechter: Alfredo Rodas (ECU) |
| 16 juli Copa América Kwartfinale № 608 «onderlinge duels» | Marcelo Otero 2' Daniel Fonseca 30' |       | 71' Óscar Sánchez | Estadio Centenario, Montevideo Toeschouwers: 45.000 Scheidsrechter: Alfredo Rodas (ECU) |

|                                         |                                        |       |          |                                                                                         |
| 19 juli Copa América Halve finale № 609 | Uruguay                                | 2 – 0 | Colombia | Estadio Centenario, Montevideo Toeschouwers: 20.000 Scheidsrechter: Félix Benegas (PAR) |
| 19 juli Copa América Halve finale № 609 | Edgardo Adinolfi 51' Marcelo Otero 70' |       |          | Estadio Centenario, Montevideo Toeschouwers: 20.000 Scheidsrechter: Félix Benegas (PAR) |

|                                   |                                                                                       |       |                                  |                                                                                                |
| 23 juli Copa América Finale № 610 | Uruguay                                                                               | 1 – 1 | Brazilië                         | Estadio Centenario, Montevideo Toeschouwers: 70.000 Scheidsrechter: Arturo Brizio Carter (MEX) |
| 23 juli Copa América Finale № 610 | Pablo Bengoechea 50'                                                                  |       | 30' Túlio                        | Estadio Centenario, Montevideo Toeschouwers: 70.000 Scheidsrechter: Arturo Brizio Carter (MEX) |
| 23 juli Copa América Finale № 610 | Strafschoppen                                                                         |       |                                  | Estadio Centenario, Montevideo Toeschouwers: 70.000 Scheidsrechter: Arturo Brizio Carter (MEX) |
| 23 juli Copa América Finale № 610 | Enzo Francescoli Pablo Bengoechea José Oscar Herrera Alvaro Gutiérrez Sergio Martínez | 5 – 3 | Roberto Carlos Zinho Túlio Dunga | Estadio Centenario, Montevideo Toeschouwers: 70.000 Scheidsrechter: Arturo Brizio Carter (MEX) |

|  |  |  |  |  |  |  |  |  |

|                                      |                                             |       |                   |                                                                                      |
| 20 september Vriendschappelijk № 611 | Israël                                      | 3 – 1 | Uruguay           | Teddi Kollek Stadion, Jeruzalem Toeschouwers: 9.000 Scheidsrechter: Amit Klein (ISR) |
| 20 september Vriendschappelijk № 611 | Eli Ohana 33' Reuven Atar 57' Eli Driks 79' |       | 64' Marcelo Otero | Teddi Kollek Stadion, Jeruzalem Toeschouwers: 9.000 Scheidsrechter: Amit Klein (ISR) |

|                                    |                         |       |         |                                                                                      |
| 11 oktober Vriendschappelijk № 612 | Brazilië                | 2 – 0 | Uruguay | Estádio Fonte Nova, Salvador Toeschouwers: 110.000 Scheidsrechter: José Torres (COL) |
| 11 oktober Vriendschappelijk № 612 | Ronaldo 17' Ronaldo 36' |       |         | Estádio Fonte Nova, Salvador Toeschouwers: 110.000 Scheidsrechter: José Torres (COL) |

### 1996
|                                                   |           |                                     |         |                                                                                           |
| 24 april WK-kwalificatie № 613 «onderlinge duels» | Venezuela | 0 – 2                               | Uruguay | Estadio Brígido Iriarte, Caracas Toeschouwers: 6.839 Scheidsrechter: Alberto Tejada (PER) |
| 24 april WK-kwalificatie № 613 «onderlinge duels» |           | 54' Marcelo Otero 71' Gustavo Poyet |         | Estadio Brígido Iriarte, Caracas Toeschouwers: 6.839 Scheidsrechter: Alberto Tejada (PER) |

|                                                 |         |                                        |          |                                                                                          |
| 2 juni WK-kwalificatie № 614 «onderlinge duels» | Uruguay | 0 – 2                                  | Paraguay | Estadio Centenario, Montevideo Toeschouwers: 44.127 Scheidsrechter: Márcio Rezende (BRA) |
| 2 juni WK-kwalificatie № 614 «onderlinge duels» |         | 10' Francisco Arce 88' Aristides Rojas |          | Estadio Centenario, Montevideo Toeschouwers: 44.127 Scheidsrechter: Márcio Rezende (BRA) |

|                                                 |                                                                |       |                    |                                                                                               |
| 7 juli WK-kwalificatie № 615 «onderlinge duels» | Colombia                                                       | 3 – 1 | Uruguay            | Estadio Metropolitano, Barranquilla Toeschouwers: 36.169 Scheidsrechter: Roberto Ruscio (ARG) |
| 7 juli WK-kwalificatie № 615 «onderlinge duels» | Faustino Asprilla 7' Carlos Valderrama 20' Antony de Ávila 78' |       | 57' Gabriel Cedrés | Estadio Metropolitano, Barranquilla Toeschouwers: 36.169 Scheidsrechter: Roberto Ruscio (ARG) |

|                                                    |               |       |                   |                                                                            |
| 17 juli Vriendschappelijk № 616 «onderlinge duels» | China         | 1 – 1 | Uruguay           | Arbeidersstadion, Peking Toeschouwers: 40.000 Scheidsrechter: Jun Lu (CHN) |
| 17 juli Vriendschappelijk № 616 «onderlinge duels» | Ma Mingyu 87' |       | 17' Álvaro Recoba | Arbeidersstadion, Peking Toeschouwers: 40.000 Scheidsrechter: Jun Lu (CHN) |

|                                                                  |                                                                                                   |       |                                                         |                                                                                   |
| 25 augustus Vriendschappelijk № 617 «onderlinge duels» 19:00 uur | Japan                                                                                             | 5 – 3 | Uruguay                                                 | Nagai Stadion, Osaka Toeschouwers: 40.876 Scheidsrechter: Russamee Jindamai (THA) |
| 25 augustus Vriendschappelijk № 617 «onderlinge duels» 19:00 uur | Masakiyo Maezono 15' Kazuyoshi Miura 26' Takuya Takagi 42' Kazuyoshi Miura 68' Masayuki Okano 84' |       | 23' Álvaro Recoba 73' Sebastián Abreu 77' Álvaro Recoba | Nagai Stadion, Osaka Toeschouwers: 40.876 Scheidsrechter: Russamee Jindamai (THA) |

|                                                    |                             |       |         |                                                                                           |
| 8 oktober WK-kwalificatie № 618 «onderlinge duels» | Uruguay                     | 1 – 0 | Bolivia | Estadio Centenario, Montevideo Toeschouwers: 60.000 Scheidsrechter: Paolo Borgosano (VEN) |
| 8 oktober WK-kwalificatie № 618 «onderlinge duels» | Juan Manuel Peña 64' (e.d.) |       |         | Estadio Centenario, Montevideo Toeschouwers: 60.000 Scheidsrechter: Paolo Borgosano (VEN) |

|                                                      |                   |       |         |                                                                                     |
| 12 november WK-kwalificatie № 619 «onderlinge duels» | Chili             | 1 – 0 | Uruguay | Estadio Nacional, Santiago Toeschouwers: 73.547 Scheidsrechter: Ángel Guevara (ECU) |
| 12 november WK-kwalificatie № 619 «onderlinge duels» | Marcelo Salas 58' |       |         | Estadio Nacional, Santiago Toeschouwers: 73.547 Scheidsrechter: Ángel Guevara (ECU) |

|                                                      |                                       |       |      |                                                                                        |
| 15 december WK-kwalificatie № 620 «onderlinge duels» | Uruguay                               | 2 – 0 | Peru | Estadio Centenario, Montevideo Toeschouwers: 42.630 Scheidsrechter: Felipe Russi (COL) |
| 15 december WK-kwalificatie № 620 «onderlinge duels» | Paolo Montero 2' Pablo Bengoechea 38' |       |      | Estadio Centenario, Montevideo Toeschouwers: 42.630 Scheidsrechter: Felipe Russi (COL) |

### 1997
|                                                     |         |       |            |                                                                                          |
| 12 januari WK-kwalificatie № 621 «onderlinge duels» | Uruguay | 0 – 0 | Argentinië | Estadio Centenario, Montevideo Toeschouwers: 62.000 Scheidsrechter: Márcio Rezende (BRA) |
| 12 januari WK-kwalificatie № 621 «onderlinge duels» |         |       |            | Estadio Centenario, Montevideo Toeschouwers: 62.000 Scheidsrechter: Márcio Rezende (BRA) |

|                                   |                                                                           |       |         |                                                                                               |
| 12 februari WK-kwalificatie № 622 | Ecuador                                                                   | 4 – 0 | Uruguay | Estadio Olimpico Atahualpa, Quito Toeschouwers: 18.000 Scheidsrechter: Javier Castrilli (ARG) |
| 12 februari WK-kwalificatie № 622 | Álex Aguinaga 6' Agustín Delgado 69' Agustín Delgado 76' Cléber Chalá 86' |       |         | Estadio Olimpico Atahualpa, Quito Toeschouwers: 18.000 Scheidsrechter: Javier Castrilli (ARG) |

|                                                  |                                                               |       |                      |                                                                                       |
| 2 april WK-kwalificatie № 623 «onderlinge duels» | Uruguay                                                       | 3 – 1 | Venezuela            | Estadio Centenario, Montevideo Toeschouwers: 38.000 Scheidsrechter: René Ortubé (BOL) |
| 2 april WK-kwalificatie № 623 «onderlinge duels» | Gonzalo de los Santos 29' Paolo Montero 46' Marcelo Otero 79' |       | 75' Rafael Castellín | Estadio Centenario, Montevideo Toeschouwers: 38.000 Scheidsrechter: René Ortubé (BOL) |

|                                |                                                             |       |                 |                                                                                                   |
| 30 april WK-kwalificatie № 624 | Paraguay                                                    | 3 – 1 | Uruguay         | Estadio Defensores del Chaco, Asunción Toeschouwers: 34.101 Scheidsrechter: Antônio Pereira (BRA) |
| 30 april WK-kwalificatie № 624 | Aristides Rojas 37' José Cardozo 73' Derlis Soto 83' (pen.) |       | 87' Darío Silva | Estadio Defensores del Chaco, Asunción Toeschouwers: 34.101 Scheidsrechter: Antônio Pereira (BRA) |

|                              |                |       |                     |                                                                                             |
| 8 juni WK-kwalificatie № 625 | Uruguay        | 1 – 1 | Colombia            | Estadio Centenario, Montevideo Toeschouwers: 37.200 Scheidsrechter: Francisco Dacildo (BRA) |
| 8 juni WK-kwalificatie № 625 | Darío Silva 6' |       | 47' Hamilton Ricard | Estadio Centenario, Montevideo Toeschouwers: 37.200 Scheidsrechter: Francisco Dacildo (BRA) |

| Copa América 1997 |
| ----------------- |

|                            |                    |       |         |                                                                                          |
| 12 juni Copa América № 626 | Peru               | 1 – 0 | Uruguay | Estadio Olímpico Patria, Sucre Toeschouwers: 8.000 Scheidsrechter: Antonio Marrufo (MEX) |
| 12 juni Copa América № 626 | Martín Hidalgo 76' |       |         | Estadio Olímpico Patria, Sucre Toeschouwers: 8.000 Scheidsrechter: Antonio Marrufo (MEX) |

|                                               |                                         |       |           |                                                                                         |
| 15 juni Copa América № 627 «onderlinge duels» | Uruguay                                 | 2 – 0 | Venezuela | Estadio Olímpico Patria, Sucre Toeschouwers: 1.000 Scheidsrechter: Eduardo Gamboa (CHI) |
| 15 juni Copa América № 627 «onderlinge duels» | Álvaro Recoba 20' Marcelo Saralegui 48' |       |           | Estadio Olímpico Patria, Sucre Toeschouwers: 1.000 Scheidsrechter: Eduardo Gamboa (CHI) |

|                                               |                            |       |         |                                                                                           |
| 18 juni Copa América № 628 «onderlinge duels» | Bolivia                    | 1 – 0 | Uruguay | Estadio Hernando Siles, La Paz Toeschouwers: 30.000 Scheidsrechter: Antonio Marrufo (MEX) |
| 18 juni Copa América № 628 «onderlinge duels» | Julio César Baldivieso 28' |       |         | Estadio Hernando Siles, La Paz Toeschouwers: 30.000 Scheidsrechter: Antonio Marrufo (MEX) |

|  |  |  |  |  |  |  |  |  |

|                                                  |                      |       |         |                                                                                                |
| 20 juli WK-kwalificatie № 629 «onderlinge duels» | Bolivia              | 1 – 0 | Uruguay | Estadio Hernando Siles, La Paz Toeschouwers: 27.874 Scheidsrechter: Arturo Brizio Carter (MEX) |
| 20 juli WK-kwalificatie № 629 «onderlinge duels» | Marco Etcheverry 75' |       |         | Estadio Hernando Siles, La Paz Toeschouwers: 27.874 Scheidsrechter: Arturo Brizio Carter (MEX) |

|                                   |                   |       |       |                                                                                           |
| 20 augustus WK-kwalificatie № 630 | Uruguay           | 1 – 0 | Chili | Estadio Centenario, Montevideo Toeschouwers: 35.000 Scheidsrechter: Antônio Pereira (BRA) |
| 20 augustus WK-kwalificatie № 630 | Marcelo Otero 20' |       |       | Estadio Centenario, Montevideo Toeschouwers: 35.000 Scheidsrechter: Antônio Pereira (BRA) |

|                                    |                                       |       |                   |                                                                                       |
| 10 september WK-kwalificatie № 631 | Peru                                  | 2 – 1 | Uruguay           | Estadio Nacional, Lima Toeschouwers: 45.000 Scheidsrechter: Esfandiar Baharmast (USA) |
| 10 september WK-kwalificatie № 631 | Roberto Palacios 56' Germán Carty 59' |       | 45' Álvaro Recoba | Estadio Nacional, Lima Toeschouwers: 45.000 Scheidsrechter: Esfandiar Baharmast (USA) |

|                                  |            |       |         |                                                                                              |
| 12 oktober WK-kwalificatie № 632 | Argentinië | 0 – 0 | Uruguay | Estadio Monumental, Buenos Aires Toeschouwers: 52.000 Scheidsrechter: Claudio Cerdeira (BRA) |
| 12 oktober WK-kwalificatie № 632 |            |       |         | Estadio Monumental, Buenos Aires Toeschouwers: 52.000 Scheidsrechter: Claudio Cerdeira (BRA) |

|                                   | |       |                                                         |                                                                                               |
| 16 november WK-kwalificatie № 633 | Uruguay                                                                                                | 5 – 3 | Ecuador                                                 | Estadio Domingo Burgueño, Maldonado Toeschouwers: 4.000 Scheidsrechter: Antonio Marrufo (MEX) |
| 16 november WK-kwalificatie № 633 | Marcelo Saralegui 3' Marcelo Saralegui 12' Sebastián Abreu 48' Sebastián Abreu 52' Carlos Aguilera 63' |       | 2' Ariel Graziani 59' Ariel Graziani 68' Ariel Graziani | Estadio Domingo Burgueño, Maldonado Toeschouwers: 4.000 Scheidsrechter: Antonio Marrufo (MEX) |

| FIFA Confederations Cup 1997 |
| ---------------------------- |

|                                                           |             |                                           |         |                                                                                       |
| 13 december FIFA Confederations Cup № 634 17:50 uur (AST) | VA Emiraten | 0 – 2                                     | Uruguay | King Fahd II Stadium, Riyadh Toeschouwers: 4.000 Scheidsrechter: Ramesh Ramdhan (T&T) |
| 13 december FIFA Confederations Cup № 634 17:50 uur (AST) |             | 47' Nicolás Olivera 90+2' Antonio Pacheco |         | King Fahd II Stadium, Riyadh Toeschouwers: 4.000 Scheidsrechter: Ramesh Ramdhan (T&T) |

|                                                           |                 |       |                                          |                                                                                  |
| 15 december FIFA Confederations Cup № 635 20:00 uur (AST) | Tsjechië        | 1 – 2 | Uruguay                                  | King Fahd II Stadium, Riyadh Toeschouwers: 9.000 Scheidsrechter: Saad Mane (KUW) |
| 15 december FIFA Confederations Cup № 635 20:00 uur (AST) | Horst Siegl 89' |       | 26' Nicolás Olivera 88' Marcelo Zalayeta | King Fahd II Stadium, Riyadh Toeschouwers: 9.000 Scheidsrechter: Saad Mane (KUW) |

|                                                           |                                                                          |       |                                                         |                                                                                       |
| 17 december FIFA Confederations Cup № 636 20:00 uur (AST) | Uruguay                                                                  | 4 – 3 | Zuid-Afrika                                             | King Fahd II Stadium, Riyadh Toeschouwers: 8.000 Scheidsrechter: Ramesh Ramdhan (T&T) |
| 17 december FIFA Confederations Cup № 636 20:00 uur (AST) | Darío Silva 12' Álvaro Recoba 42' Darío Silva 66' Christian Callejas 90' |       | 11' Lucas Radebe 70' Helman Mkhalele 77' Pollen Ndlanya | King Fahd II Stadium, Riyadh Toeschouwers: 8.000 Scheidsrechter: Ramesh Ramdhan (T&T) |

|                                                                        |         |                       |           |                                                                                          |
| 19 december FIFA Confederations Cup Halve finale № 637 19:00 uur (AST) | Uruguay | 0 – 1 (na extra tijd) | Australië | King Fahd II Stadium, Riyadh Toeschouwers: 22.000 Scheidsrechter: Nikolai Levnikov (RUS) |
| 19 december FIFA Confederations Cup Halve finale № 637 19:00 uur (AST) |         | 92' Harry Kewell      |           | King Fahd II Stadium, Riyadh Toeschouwers: 22.000 Scheidsrechter: Nikolai Levnikov (RUS) |

|                                                                        |                   |           |         |                                                                                            |
| 21 december FIFA Confederations Cup Troostfinale № 638 17:50 uur (AST) | Tsjechië          | 1 – 0     | Uruguay | King Fahd II Stadium, Riyadh Toeschouwers: 27.000 Scheidsrechter: Lucien Bouchardeau (NGR) |
| 21 december FIFA Confederations Cup Troostfinale № 638 17:50 uur (AST) | Edvard Lasota 63' | (verslag) |         | King Fahd II Stadium, Riyadh Toeschouwers: 27.000 Scheidsrechter: Lucien Bouchardeau (NGR) |

|  |  |  |  |  |  |  |  |  |

### 1998
|                                |                                    |       |                                                 |                                                                                          |
| 24 mei Vriendschappelijk № 639 | Chili                              | 2 – 2 | Uruguay                                         | Estadio Nacional, Santiago Toeschouwers: 61.528 Scheidsrechter: José Antonio Arana (PER) |
| 24 mei Vriendschappelijk № 639 | Iván Zamorano 9' Marcelo Salas 26' |       | 63' (pen.) Nicolás Olivera 85' Marcelo Zalayeta | Estadio Nacional, Santiago Toeschouwers: 61.528 Scheidsrechter: José Antonio Arana (PER) |

### 1999
|                                 |                                       |       |                                                                   | |
| 17 juni Vriendschappelijk № 640 | Paraguay                              | 2 – 3 | Uruguay                                                           | Estadio Antonio Oddone Sarubi, Ciudad del Este Toeschouwers: 22.000 Scheidsrechter: Ángel Sánchez (ARG) |
| 17 juni Vriendschappelijk № 640 | Roque Santa Cruz 37' Delio Toledo 78' |       | 11' Gabriel Álvez 12' Federico Magallanes 20' Federico Magallanes | Estadio Antonio Oddone Sarubi, Ciudad del Este Toeschouwers: 22.000 Scheidsrechter: Ángel Sánchez (ARG) |

| Copa América 1999 |
| ----------------- |

|                                   |         |                    |          |                                                                                                 |
| 1 juli Copa América Groep C № 641 | Uruguay | 0 – 1              | Colombia | Estadio General Pablo Rojas, Asunción Toeschouwers: 3.000 Scheidsrechter: Wilson Mendonça (BRA) |
| 1 juli Copa América Groep C № 641 |         | 20' Víctor Bonilla |          | Estadio General Pablo Rojas, Asunción Toeschouwers: 3.000 Scheidsrechter: Wilson Mendonça (BRA) |

|                                   |                                           |       |                   |                                                                                           |
| 4 juli Copa América Groep C № 642 | Uruguay                                   | 2 – 1 | Ecuador           | Estadio Feliciano Cáceres, Luque Toeschouwers: 18.000 Scheidsrechter: Mario Sánchez (CHI) |
| 4 juli Copa América Groep C № 642 | Marcelo Zalayeta 72' Marcelo Zalayeta 74' |       | 78' Iván Kaviedes | Estadio Feliciano Cáceres, Luque Toeschouwers: 18.000 Scheidsrechter: Mario Sánchez (CHI) |

|                                   |         |                                     |            |                                                                                             |
| 7 juli Copa América Groep C № 643 | Uruguay | 0 – 2                               | Argentinië | Estadio Feliciano Cáceres, Luque Toeschouwers: 20.000 Scheidsrechter: Masayoshi Okada (JPN) |
| 7 juli Copa América Groep C № 643 |         | 1' Kily González 56' Martín Palermo |            | Estadio Feliciano Cáceres, Luque Toeschouwers: 20.000 Scheidsrechter: Masayoshi Okada (JPN) |

|                                        |                                                                                  |       |                                                                      |                                                                                              |
| 10 juli Copa América Kwartfinale № 644 | Uruguay                                                                          | 1 – 1 | Paraguay                                                             | Estadio Defensores del Chaco, Asunción Toeschouwers: 30.767 Scheidsrechter: Óscar Ruiz (COL) |
| 10 juli Copa América Kwartfinale № 644 | Marcelo Zalayeta 65'                                                             |       | 15' Miguel Ángel Benítez                                             | Estadio Defensores del Chaco, Asunción Toeschouwers: 30.767 Scheidsrechter: Óscar Ruiz (COL) |
| 10 juli Copa América Kwartfinale № 644 | Strafschoppen                                                                    |       |                                                                      | Estadio Defensores del Chaco, Asunción Toeschouwers: 30.767 Scheidsrechter: Óscar Ruiz (COL) |
| 10 juli Copa América Kwartfinale № 644 | Andrés Fleurquin Gianni Guigou Diego Alonso Marcelo Zalayeta Federico Magallanes | 5 – 3 | Roberto Acuña Carlos Gamarra Julio César Enciso Miguel Ángel Benítez | Estadio Defensores del Chaco, Asunción Toeschouwers: 30.767 Scheidsrechter: Óscar Ruiz (COL) |

|                                         |                                                                                  |       |                                                      |                                                                                                |
| 13 juli Copa América Halve finale № 645 | Uruguay                                                                          | 1 – 1 | Chili                                                | Estadio Defensores del Chaco, Asunción Toeschouwers: 7.000 Scheidsrechter: Ubaldo Aquino (PAR) |
| 13 juli Copa América Halve finale № 645 | Alejandro Lembo 22'                                                              |       | 73' Iván Zamorano                                    | Estadio Defensores del Chaco, Asunción Toeschouwers: 7.000 Scheidsrechter: Ubaldo Aquino (PAR) |
| 13 juli Copa América Halve finale № 645 | Strafschoppen                                                                    |       |                                                      | Estadio Defensores del Chaco, Asunción Toeschouwers: 7.000 Scheidsrechter: Ubaldo Aquino (PAR) |
| 13 juli Copa América Halve finale № 645 | Martín Del Campo Gianni Guigou Diego Alonso Marcelo Zalayeta Federico Magallanes | 5 – 3 | Jorge Vargas Mauricio Aros David Pizarro Pedro Reyes | Estadio Defensores del Chaco, Asunción Toeschouwers: 7.000 Scheidsrechter: Ubaldo Aquino (PAR) |

|                                   |                                     |       |         |                                                                                             |
| 18 juli Copa América Finale № 646 | Brazilië                            | 3 – 0 | Uruguay | Estadio Defensores del Chaco, Asunción Toeschouwers: 7.000 Scheidsrechter: Óscar Ruiz (COL) |
| 18 juli Copa América Finale № 646 | Rivaldo 20' Rivaldo 27' Ronaldo 46' |       |         | Estadio Defensores del Chaco, Asunción Toeschouwers: 7.000 Scheidsrechter: Óscar Ruiz (COL) |

|  |  |  |  |  |  |  |  |  |

|                                     |                                                                                             |       |                                                                       |                                                                                          |
| 18 augustus Vriendschappelijk № 647 | Uruguay                                                                                     | 5 – 4 | Costa Rica                                                            | Estadio Centenario, Montevideo Toeschouwers: 16.000 Scheidsrechter: Robert Troxler (PAR) |
| 18 augustus Vriendschappelijk № 647 | Marcelo Otero 9' Fabián Coelho 30' Fabián O'Neill 50' Antonio Pacheco 54' Marcelo Otero 73' |       | 8' Rónald Gómez 60' Rónald Gómez 68' Rolando Fonseca 74' Steven Bryce | Estadio Centenario, Montevideo Toeschouwers: 16.000 Scheidsrechter: Robert Troxler (PAR) |

|                                                        |                                          |       |           |                                                                                         |
| 8 september Vriendschappelijk № 648 «onderlinge duels» | Uruguay                                  | 2 – 0 | Venezuela | Estadio Centenario, Montevideo Toeschouwers: 12.000 Scheidsrechter: Ángel Sánchez (ARG) |
| 8 september Vriendschappelijk № 648 «onderlinge duels» | Antonio Pacheco 25' Marcelo Zalayeta 88' |       |           | Estadio Centenario, Montevideo Toeschouwers: 12.000 Scheidsrechter: Ángel Sánchez (ARG) |

|                                    |         |       |         |                                                                                          |
| 12 oktober Vriendschappelijk № 649 | Uruguay | 0 – 0 | Ecuador | Estadio Centenario, Montevideo Toeschouwers: 8.000 Scheidsrechter: Carlos Amarilla (PAR) |
| 12 oktober Vriendschappelijk № 649 |         |       |         | Estadio Centenario, Montevideo Toeschouwers: 8.000 Scheidsrechter: Carlos Amarilla (PAR) |

|                                     |         |                          |          |                                                                                             |
| 17 november Vriendschappelijk № 650 | Uruguay | 0 – 1                    | Paraguay | Estadio Domingo Burgueño, Maldonado Toeschouwers: 18.000 Scheidsrechter: Carlos Simon (BRA) |
| 17 november Vriendschappelijk № 650 |         | 11' Miguel Ángel Benítez |          | Estadio Domingo Burgueño, Maldonado Toeschouwers: 18.000 Scheidsrechter: Carlos Simon (BRA) |

AUF · A-internationals · Selecties · Bondscoaches · Uruguayaans vrouwenelftal · Olympisch elftal · Uruguay U21 · Uruguay U20 · Uruguay U19 · Uruguay U18 · Uruguay U17
1900 – 1909 ·
1910 – 1919 ·
1920 – 1929 ·
1930 – 1939 ·
1940 – 1949 ·
1950 – 1959 ·
1960 – 1969 ·
1970 – 1979 ·
1980 – 1989 ·
1990 – 1999 ·
2000 – 2009 ·
2010 – 2019 ·
2020 – 2029
WK 1930 · 
WK 1950 · 
WK 1954 · 
WK 1962 · 
WK 1966 · 
WK 1970 ·
WK 1974 · 
WK 1986 · 
WK 1990 · 
WK 2002 · 
WK 2010 · 
WK 2014 · 
WK 2018
OS 1924 · 
OS 1928 ·
OS 2012
1902 · 
1903 · 
1904 · 
1905 · 
1906 · 
1907 · 
1908 · 
1909 ·
1910 · 
1911 · 
1912 · 
1913 · 
1914 · 
1915 · 
1916 · 
1917 · 
1918 · 
1919 ·
1920 · 
1921 · 
1922 · 
1923 · 
1924 · 
1925 · 
1926 · 
1927 · 
1928 · 
1929 ·
1930 · 
1931 · 
1932 · 
1933 · 
1934 · 
1935 · 
1936 · 
1937 · 
1938 · 
1939 ·
1940 · 
1941 · 
1942 · 
1943 · 
1944 · 
1945 · 
1946 · 
1947 · 
1948 · 
1949 ·
1950 · 
1951 · 
1952 · 
1953 · 
1954 · 
1955 · 
1956 · 
1957 · 
1958 · 
1959 ·
1960 · 
1961 · 
1962 · 
1963 · 
1964 · 
1965 · 
1966 · 
1967 · 
1968 · 
1969 ·
1970 · 
1971 · 
1972 · 
1973 · 
1974 · 
1975 · 
1976 · 
1977 · 
1978 · 
1979 ·
1980 · 
1981 · 
1982 · 
1983 · 
1984 · 
1985 · 
1986 · 
1987 · 
1988 · 
1989 ·
1990 ·
1991 · 
1992 · 
1993 · 
1994 · 
1995 · 
1996 · 
1997 · 
1998 · 
1999 · 
2000 · 
2001 · 
2002 · 
2003 · 
2004 · 
2005 · 
2006 · 
2007 · 
2008 · 
2009 · 
2010 · 
2011 · 
2012 · 
2013 · 
2014 · 
2015 · 
2016 ·
2017 ·
2018 ·
2019 ·
2020 ·
2021 ·
2022 ·
2023 ·
2024
Algerije ·
Angola ·
Argentinië ·
Australië ·
België ·
Bolivia ·
Brazilië ·
Bulgarije ·
Canada ·
Chili ·
China ·
Colombia ·
Costa Rica ·
Cuba ·
DDR ·
Denemarken ·
Duitsland ·
Ecuador ·
Egypte ·
Engeland ·
Estland ·
 Finland ·
Frankrijk ·
Georgië ·
Ghana ·
Guatemala ·
Haïti ·
Honduras ·
Hongarije ·
Ierland ·
India ·
Indonesië ·
Irak ·
Iran ·
Israël ·
Italië ·
Ivoorkust ·
Jamaica ·
Japan ·
Joegoslavië ·
Jordanië ·
Libië ·
Luxemburg ·
Maleisië ·
Mexico ·
Marokko ·
Nederland ·
Nicaragua ·
Nieuw-Zeeland ·
Nigeria ·
Noord-Ierland ·
Noorwegen ·
Oekraïne ·
Oezbekistan ·
Oman ·
Oostenrijk ·
Panama ·
Paraguay ·
Peru ·
Polen ·
Portugal ·
Roemenië ·
Rusland ·
Saarland ·
Saoedi-Arabië ·
Schotland ·
Senegal ·
Servië & Montenegro ·
Singapore ·
Slovenië ·
Sovjet-Unie ·
Spanje ·
Tahiti ·
Thailand ·
Trinidad en Tobago · 
Tsjechië ·
Tsjecho-Slowakije ·
Tunesië · 
Turkije ·
Venezuela ·
Verenigde Arabische Emiraten ·
Verenigde Staten ·
Wales ·
Zuid-Afrika ·
Zuid-Korea ·
Zweden ·
Zwitserland
Argentinië (1986) ·
België (1990) ·
Brazilië (1950) · 
Colombia (2014) ·
Costa Rica (2014) ·
Denemarken (1986) ·
Denemarken (2002) ·
Duitsland (2010) ·
Egypte (2018) ·
Engeland (2014) ·
Frankrijk (2002) ·
Frankrijk (2010) ·
Frankrijk (2018) ·
Ghana (2010) ·
Italië (1990) ·
Italië (2014) ·
Mexico (2010) ·
Nederland (1974) ·
Nederland (2010) ·
Portugal (2018) ·
Rusland (2018) ·
Saoedi-Arabië (2018) ·
Schotland (1986) ·
Senegal (2002) ·
Spanje (1990) ·
West-Duitsland (1986) ·
Zuid-Afrika (2010) ·
Zuid-Korea (1990) ·
Zuid-Korea (2010)
CONMEBOL: Bolivia · Chili  · Colombia · Ecuador · Uruguay · Venezuela

UEFA: Albanië · Andorra · Armenië · Azerbeidzjan · België · Bosnië en Herzegovina · Bulgarije · Cyprus · Denemarken · Duitsland · Engeland · Estland · Faeröer · Finland · Frankrijk · Georgië · Griekenland · Hongarije · IJsland · Ierland · Israël · Italië · Joegoslavië · Kroatië · Letland · Liechtenstein · Litouwen · Luxemburg · Malta · Moldavië · Nederland · Noord-Ierland · Noord-Macedonië · Noorwegen · Oekraïne · Oostenrijk · Polen · Portugal · Roemenië · Rusland · San Marino · Schotland · Slovenië · Slowakije · Sovjet-Unie ·  Spanje · Tsjechië · Tsjecho-Slowakije · Turkije · Wales · Wit-Rusland · Zweden · Zwitserland

AFC: Kazachstan

CAF: Madagaskar

CONCACAF: Belize · Canada